# Jean Sue
Jean Sue (Sa Còla, Alps Marítims (França), 1 de desembre, 1699 - París, 5 de desembre, 1762), fou un metge francès, pertanyent a una família que va donar molts individus a aquesta professió.
Enviat a París a l'edat de deu anys, va entrar al servei d'un practicant de cirurgia i després amb Devaux, al costat del qual va fer grans progressos.
Des del 1744 fins al 1750 va ser prebost del Col·legi de Cirurgia i el 1750 va ingressar a l'acadèmia. Va gaudir de gran fama com a pràctic.
Fou el pare de Pierre Sue i el germà de Jean-Joseph Sue.